# Fortim Camarão
O Fortim Camarão localizava-se na altura do Dique, primitivo limite Leste da Cidade Alta em Salvador, no litoral do estado da Bahia, no Brasil.

## História
Esta estrutura encontra-se relacionada por BARRETTO (1958), que reporta ter sido erguida em época colonial com a finalidade de defesa do braço superior do Dique neerlandês de Salvador (op. cit., p. 180).
Não foram localizadas informações adicionais sobre esta estrutura: periodização, planta, efetivo ou armamento.